# Koszmosz–12
A Koszmosz–12 (oroszul: Космос 12) Koszmosz műhold, a szovjet műszeres műhold-sorozat tagja. Zenyit–2 típusú felderítő műhold.

## Küldetése
A Koszmosz–10 adatgyűjtését folytatta a Föld sugárzási övezeteinek vizsgálatához. A Vosztok-program előkészítését segítette, a négynapos programot a továbbiakban nyolc napra bővítették.

## Jellemzői
Az OKB–1 tervezőirodában kifejlesztett műhold.
1962. december 22-én a Bajkonuri űrrepülőtér indítóállomásról egy Vosztok–2 (8A92) rakétával juttatták alacsony Föld körüli pályára. A 90,45 perces, 65 fokos hajlásszögű, elliptikus pálya elemei: perigeuma 405 kilométer, apogeuma 211 kilométer volt. Hasznos tömege 4730 kilogramm. A sorozat felépítését, szerkezetét, alapvető fedélzeti rendszereit tekintve egységesített, szabványosított tudományos-kutató űreszköz. Áramforrása kémiai akkumulátor, szolgálati ideje maximum 10 nap.
Kamerái SZA-10 (0,2 méter felbontású), SZA-20 (1 méter felbontású) típusú eszközök voltak. Elektrosztatikus gömbcsapdával is felszerelték.
1962. december 30-án földi parancsra belépett a légkörbe és hagyományos módon – ejtőernyős leereszkedés – visszatért a Földre.

## Szakmai sikerek
- Koszmosz–12. nasa.gov. (Hozzáférés: 2013. április 6.)
- Koszmosz–12. lib.cas.cz. [2013. október 13-i dátummal az eredetiből archiválva]. (Hozzáférés: 2013. április 6.)

| Elődje: Koszmosz–11 | Koszmosz-program 1962 | Utódja: Koszmosz–13 |